# Baltflyktingarna
Baltflyktingarna syftar på de balter som under andra världskriget flydde till Sverige. Under kriget flydde sammanlagt cirka 30 000 invånare i de baltiska staterna Estland och Lettland till Sverige, över Östersjön.

## Bakgrund
Enligt ett hemligt tillägg till Molotov-Ribbentrop-pakten mellan Tyskland och Sovjetunionen placerades de baltiska staterna i Sovjetunionens intresseområde. Efter andra världskrigets utbrott annekterades dessa av Sovjet. När Tyskland efter Operation Barbarossa ockuperade det baltiska området kom dessa att betraktas som befriare av vissa. När Röda Armén under hösten 1944 började återta området, flydde 20 000 balter under hösten-vintern bokstavligen i allt som flöt över till Sverige.

## Flykten
De flesta flyktingarna tog sig över Östersjön till Gotland och till Stockholms skärgård. En del tog sig även via den finska skärgården över Ålands hav till Upplands och Gästriklands kuster. Enbart Sandhamns Marinpolisdistrikt fick ta emot Ca 7000 flyktingar.
Många flyktingbåtar var helt olämpliga för att korsa Östersjön under den aktuella årstiden. Somliga var öppna båtar, som nödtorftigt täckts med presenningar eller segel som skydd mot vind och överbrytande sjö. Flyktingarna riskerade att bli nedkylda och apatiska.
Det förekom även att flyktingbåtar blev beskjutna med kulspruteeld från flygplan, varvid flyktingar dödades och sårades. Hur många flyktingar som gav sig iväg, men aldrig kom fram går inte att utröna.

## Svenska räddningsinsatser
När båtarna närmade sig den svenska kusten uppstod ett nytt riskmoment, då flyktingarna saknade sjökort och lokalkännedom och lätt hamnade i grunduppfyllda områden. Den under 1942 bildade organisationen ”Marinpolisen” som bestod av tullverkets kustbevakning och inkallade militärpoliser,  fick ofta rycka ut för att möta flyktingbåtarna och lotsa dem i hamn.
Svenska marinen fick i uppgift att söka möta flyktingarna till havs. Detta var dock riskfyllt. Sedan Finland utträtt ur kriget den 19 september och Sovjet därför kunnat svepa upp de tyska minspärrarna i Finska viken kunde Sovjetiska ubåtar på nytt uppträda i Östersjön. Den 9 november[när?] förklarade Tyskland hela östra Östersjön som operationsområde där alla fartyg löpte risk att angripas av tyska sjöstridskrafter. För att minska risken för torpedering fick därför sökning ske med jagare som med hög fart och ständigt zick-zackande patrullerade utanför den baltiska kusten. 
Bland dessa lyckades jagaren Gävle (Fartygschef B F Thermenius) genomföra flera lyckade bärgningar av flyktingar under hårt väder.

## Mottagande i Sverige
Eftersom det i det krigshärjade Östeuropa härjade smittsamma sjukdomar, fick flyktingarna genomgå sanitetsbehandling och placerades därefter i karantän i hastigt iordningställda uppsamlingsläger. Totalt upprättades ett hundratal läger. SKP ville lämna ut alla 37 000 baltiska flyktingar till Sovjetunionen.

## Frihetsmonumentet Frihetens Port i Stockholm

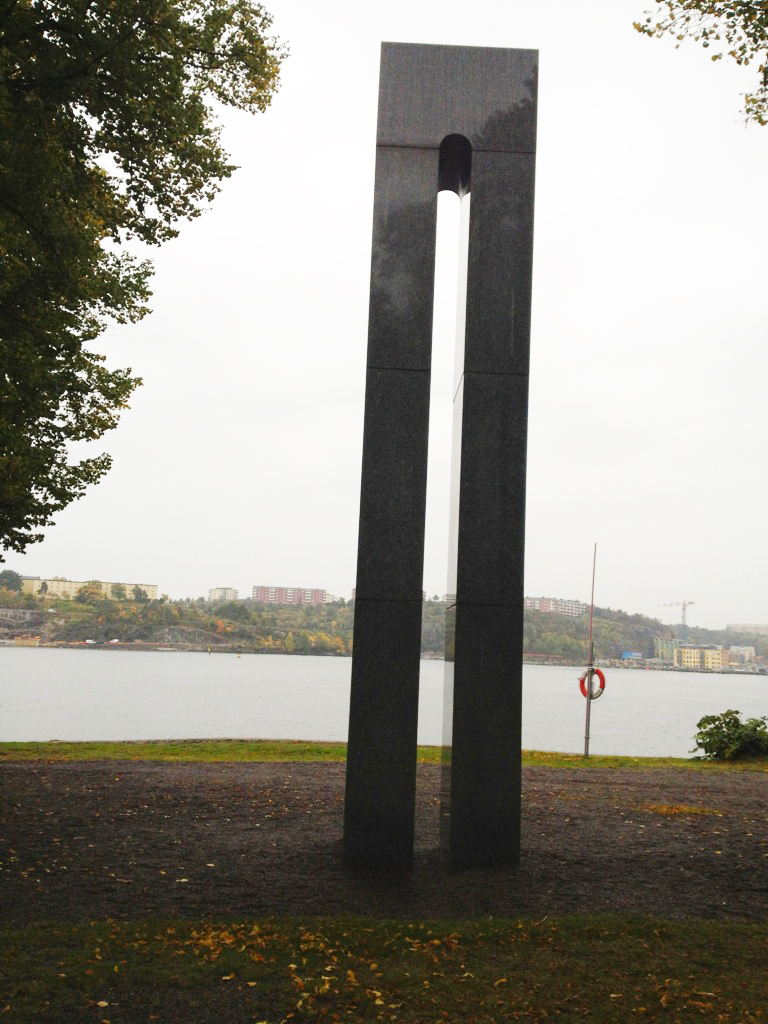
Frihetsmonumentet Frihetens Port

Det 8 meter höga frihetsmonumentet Frihetens Port i grå granit står sedan 1994 på Djurgården i Stockholm. Monumentet restes för att uppmärksamma att det 1994 hade gått 50 år sedan tiotusentals estländare flydde till Sverige för att undkomma kriget.
Frihetens Port är menat som ett tacksamhetstecken till det svenska folket. Kung Karl XVI Gustaf höll tal under invigningsceremonin där han pratade om det estniska folkets kamp för demokrati och rättvisa samt lyfte fram monumentet som ett tecken på goda relationer mellan Estland och Sverige.
På sidorna av monumentet står en text ingraverad på både svenska och estniska:  Denna Frihetens Port restes år 1994 av ester och estlandssvenskar som tack till Sveriges Folk. — Vi kom över havet i små farkoster undan terror och diktatur. Vi var trettio tusen som nådde fram – män, kvinnor och barn. Vi var arbetare, fiskare, bönder, lärda kvinnor och män. Vi mottogs väl, vi fick arbete och kunde bilda hem och familj i trygghet. Vi glömde aldrig länder som vi tvingades att lämna och vi arbetade för dess frihet. — Må denna Frihetens Port bära vittnesbörd om Sveriges humanitet och tolerans gentemot människor som sökte fristad i en ond tid och om folkgrupper som fann ett nytt hem här.  — Ester och estlandssvenskar i Sverige 1944-1994.

## Personer
- Enn Kokk
- Ilmar Reepalu
- Ilon Wikland
- Laila Freivalds
- Sture Koinberg
- Käbi Laretei
- Marie Under
- Helmi Mäelo
- Helmi Rajamaa
- Lensi Römmer-Kuus
- Aino Käärik
- Urve Miller
- Liidia Tuulse
- Mai Raud-Pähn
- Helga Nõu
- Karin Saarsen
- Enel Melberg
- Hain Rebas